# Boyeria sinensis
Boyeria sinensis är en trollsländeart som beskrevs av Syoziro Asahina 1978. Boyeria sinensis ingår i släktet Boyeria och familjen mosaiktrollsländor. IUCN kategoriserar arten globalt som otillräckligt studerad. Inga underarter finns listade i Catalogue of Life.